# Fiat Mobi
Fiat Mobi — міський автомобіль, що випускається італійським автовиробником Fiat з 2016 року; доступний виключно для ринку Південної Америки. Виготовлений у Бетімі, Мінас-Жерайс, Бразилія, він був представлений 13 квітня 2016 року.  Цей бразильський проект був розроблений на тій же платформі, що й Fiat Uno другого покоління, крім двигуна та трансмісії. 
Він був створений, щоб стати прямим конкурентом Volkswagen up!, із подібними розмірами та характеристиками, включаючи задню скляну кришку багажника в Up.

## Огляд

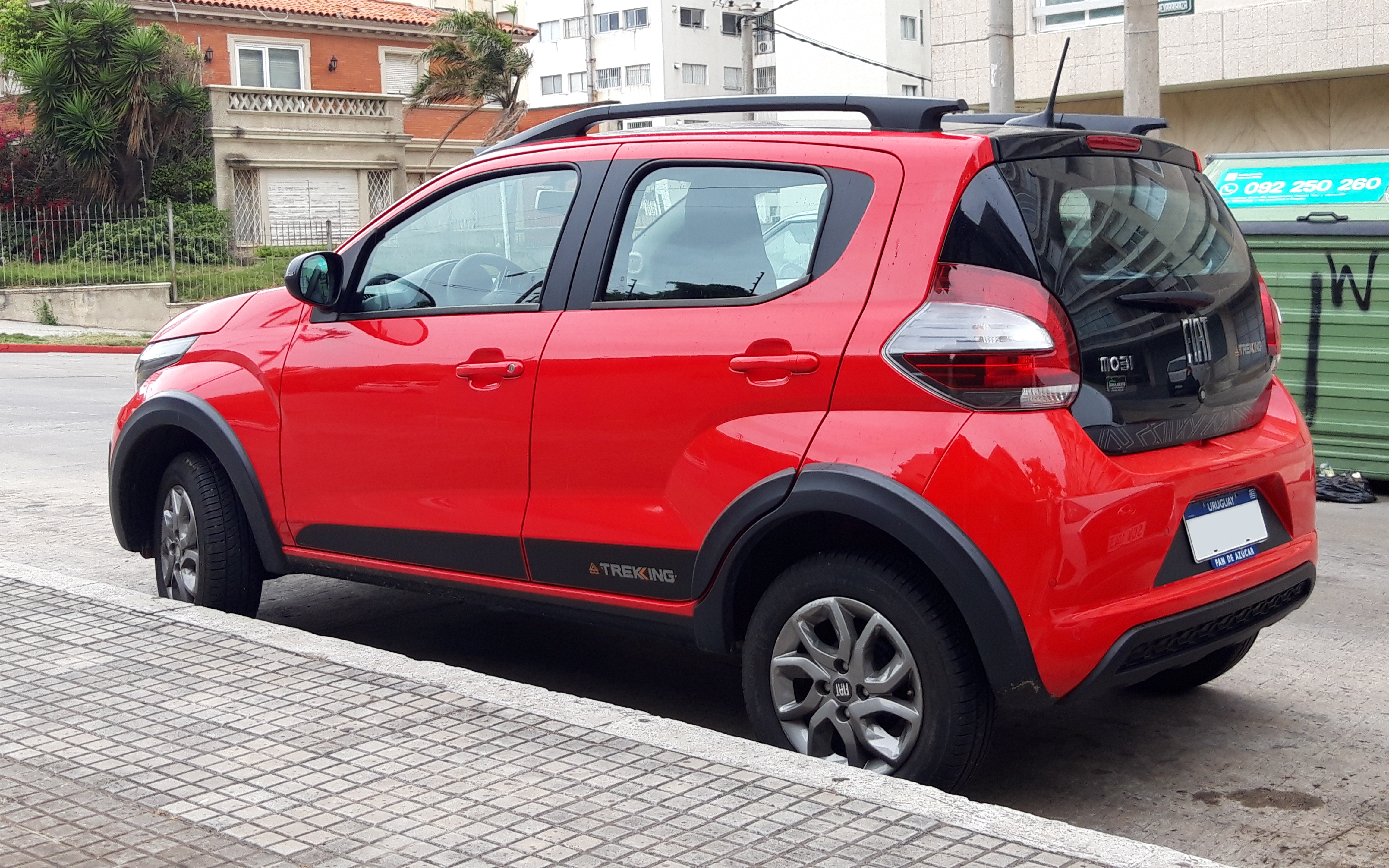
Вид ззаду

У листопаді 2014 року почалися чутки про нібито міський автомобіль під кодовою назвою «Проект 341» або «X1H», який буде випущено Fiat на початку 2016 року.  13 квітня 2016 року Fiat представив перший офіційний прототип Mobi після різноманітних зображень, опублікованих в Інтернеті, та інформації, яка вже з’явилася в деяких автомобільних журналах, що підтверджує чутки про цей новий автомобіль. 
Він прийшов на зміну Fiat Mille і базовій версії Fiat Uno під назвою Vivace, щоб конкурувати з іншими лідерами ринку в сегменті A з іншими моделями, такими як Volkswagen up! і Renault Kwid.
Це другий найменший Fiat для південноамериканського ринку, розміри якого навіть нижчі за Fiat Uno та Fiat Palio, лише більші за Fiat 500.
Єдиним двигуном, доступним спочатку, є чотирициліндровий FIRE Evo Flex 1.0 75 HP ethanol blend, який видає 75 або 73 к.с. (55 або 54 кВт) при 6250 об/хв відповідно на етанолі та бензині, а також 97 та 93 Н⋅м крутного моменту при 3850 об/хв. Механізм FIRE було оновлено у 2022 році відповідно до протоколу викидів PROCONVE рівня 7.
Спочатку Mobi поставлявся з п’ятиступінчастою механічною коробкою передач, яка була замінена автоматизованою механічною коробкою передач разом із випуском нового 1,0-літрового трициліндрового двигуна Firefly.  Зовні Mobi дещо схожий на Fiat Panda, але має передню решітку, натхненну Fiat Fullback, Fiat Toro та Fiat Tipo.
Він пропонується в трьох різних версіях під назвою Mobi Easy, Mobi Easy Pack Top і Mobi Way, кожна з яких має різні внутрішні та технологічні особливості. Ціни починаються від 231 700 аргентинських песо (близько $13 000). 

## Безпека
Mobi має передні дискові гальма.
У 2017 році Mobi у найпростішій латиноамериканській версії з 2 подушками безпеки та без ESC отримав 1 зірку для дорослих пасажирів і 2 зірки для немовлят від Latin NCAP. 